# Lasse Aagaard (komponist, født 1967)
 For alternative betydninger, se Lasse Aagaard. (Se også artikler, som begynder med Lasse Aagaard)
Lasse Aagaard (født 31. maj 1967) er en dansk komponist og tekstforfatter, som i 1985 dannede komikergruppen Onkel Dum & Bananerne sammen med Thomas Høg, Sune Svanekier og Jens Korse.
Fra 1994 til 2005 har Lasse Aagaard skrevet flere musicals, bl.a. 1212 Vejen til Jerusalem, Blod og Ære, Sidste Chance og Von Scholten – alle skrevet i samarbejde med Thomas Høg og Sune Svanekier. Sidstnævnte blev instrueret af Waage Sandø og havde premiere på Folketeatret i 2010 og spillede både der og på turné. Von Scholten modtog prisen som året turnéforestilling 2010.
Igen sammen med Svanekier og Høg skrev Aagaard i 2012 musicalversionen af Skammerens Datter. Forestillingen havde premiere på Østre Gasværk Teater den 30. august 2012.
I 2013 skrev Høg, Aagaard og Svanekier Skammerens Datter 2, også til Østre Gasværk Teater. De to forestillinger har solgt over 130.000 billetter.
I 2016 skrev Høg, Aagaard og Svanekier musicaludgaven af Jordens søjler (Ken Follett ) til Østre Gasværk Teater.
I 2017 skrev Høg, Aagaard og Svanekier Vildheks (Lene Kaaberbøl) til Østre Gasværk Teater.
Høg, Aagaard og Svanekier har skrevet musicalversionen af Den Evige Ild af Ken Follett, der havde premiere på Bellevue Teatret i 2019.
Udenfor musical- og teaterområdet, har Aagaard en uddannelse som lærer fra N. Zahles Seminarium og arbejder til dagligt i Kongens Lyngby på Lundtofte Skole.
Høg, Aagaard og Svanekier har skrevet musicalen Margrethe,  der havde premiere på Det Kongelige Teater i 2023.https://musicals.dk/